# Tatort: Blutgeld
Blutgeld  ist ein Fernsehfilm aus der Krimireihe Tatort. Für die von Richy Müller und Felix Klare gespielten Kommissare Lannert und Bootz ist es ihr sechster gemeinsamer Fall. Sie decken das Doppelleben eines Investmentbankers auf, was zu einer Katastrophe führt und von Erpressung bis Entführung und Mord alles beinhaltet. Die Haupt-Gaststars dieser Folge sind Stephan Kampwirth, Lisa Martinek, Hans-Jochen Wagner und Michael Abendroth.
Der von der Maran Film und dem Südwestrundfunk produzierte Beitrag wurde am 25. April 2010 im Programm der ARD Das Erste erstgesendet.

## Handlung
Es regnet in Strömen, als der Bankangestellte Marc Simon sein Haus verlässt und sich suchend umschaut, bevor er in sein Auto steigt und davonfährt. Etwas später nähert sich dem Einfamilienhaus der Simons ein Leichenwagen, Polizei und Spurensicherung sind schon da. Im Wohnzimmer liegen Mutter und Tochter, beide erschossen. Es spricht alles dafür, dass Täter und Opfer sich kannten. Die Frauen haben frontal vor dem Schützen gestanden, was auf eine geplante Tat hinweist. Die Terrassentür war nur angelehnt, Kampfspuren gibt es nicht. Der Familienvater scheint flüchtig zu sein. Als Lannert und sein Kollege Kriminalhauptkommissar Sebastian Bootz den Eltern von Stephanie Simon die schlimme Nachricht überbringen, erleidet der herzkranke Vater einen Schwächeanfall. Bevor er ins Krankenhaus eingeliefert wird, flüstert er noch, dass Marc an allem schuld sei. Die Kommissare ermitteln einen André Lindner, der behauptet, ein enger Freund der Familie zu sein. Auf die Todesnachricht von Mutter und Tochter Simon reagiert er völlig panisch. Die Ermittlungen ergeben, dass Marc Simon Frau und Tochter sehr geliebt haben soll. Simons Schwiegermutter sagt aus, dass er nicht mit Geld umgehen könne, obwohl er in einer Bank arbeite. Er habe sich von ihr und ihrem Mann 170.000 Euro geliehen und die Summe dann nach einem Jahr ganz plötzlich zurückgezahlt. Begründet habe er das mit Gewinnen aus Aktiengeschäften.
In Simons Büro finden die Kommissare das Bild einer Cornelia König, die auch ein Konto bei der Bank hat. Als sie sie aufsuchen, treffen sie auf André Lindner, der gerade durch die Terrassentür verschwinden will. König erzählt, dass sie Marc Simon liebe. Zu der Tat selbst könne sie nichts sagen, allerdings wisse sie, dass Marc seiner Frau und Tochter niemals etwas angetan hätte. Marc führe dieses Doppelleben seit acht Jahren, der Sohn Florian entstamme ihrer Verbindung. Seit drei Jahren hätte auch seine Familie von Marcs Zweitfamilie gewusst. Marc habe stets genauso für sie gesorgt wie für seine andere Familie. Die Kommissare machen sich Gedanken, wie Simon auf Dauer zwei Familien auf einem solch hohen Niveau unterhalten konnte. Als ein Anruf eingeht, dass Marc Simon an seinem Arbeitsplatz in der Bank aufgetaucht ist und die Kommissare mit ihm sprechen wollen, wirkt er angespannt und durcheinander zugleich. Er wiederholt immer wieder, dass er es nicht getan habe und schildert, dass er bis kurz vor neunzehn Uhr in der Bank gewesen sei und bei seiner Ankunft zu Hause bemerkt habe, dass er die Geburtstagsblumen für seine Frau vergessen habe. Er sei dann quer durch die Stadt gefahren, um noch welche zu besorgen. Er bestreitet aber, im Haus gewesen zu sein. Lannert zeigt ihm Fotos der toten Frauen. Simon blendet jedoch alles, was mit der schrecklichen Tat zu tun hat, vollkommen aus. Als man ihm das Foto von Cornelia König vorlegt, behauptet er, sie nie gesehen zu haben. Lannert verweist darauf, dass sie schon alles von seiner Zweitfamilie wüssten. Aus Simon bricht es heraus, ob der Kommissar verstehen könne, wie das sei, eine Frau kennenzulernen, die man wirklich liebe, genauso liebe, wie die Frau, die man bereits habe. Das sei die Hölle. Bootz dringt darauf, dass er, wenn er seine Familie wirklich so geliebt habe, doch helfen müsse, um dieses schreckliche Verbrechen aufzuklären. Simon bleibt jedoch dabei, dass er nicht wisse, wer das getan habe. Die Kommissare nehmen ihn fest.
Mitten in der Vernehmung erscheint André Lindner mit dem Anwalt Siebert, Simon reagiert auf beide abwehrend. Der Anwalt spricht ziemlich verklausuliert zu Simon, ob er hierbleiben und die Polizei direkt unterstützen wolle, oder ob er draußen Wichtigeres zu tun habe, läge in seiner Entscheidung. Die Ermittlungen ergeben, dass Simons Aussage über den Blumenkauf stimmt und er somit als Täter ausscheidet. Lannert weist darauf hin, dass Siebert die letzten Jahre immer nur für Mandanten tätig war, die im Zusammenhang mit organisierter Kriminalität standen. Warum also wird ein solcher Anwalt für Simon tätig, und warum kümmert sich André Lindner so auffallend um diesen Fall? Den Ermittlungen zufolge hat eine Firma Steiner Simon die 170.000 Euro geliehen. Als die Kommissare sich dort umsehen wollen, finden sie einen Toten. Kurz darauf wird von zwei Männern auf sie geschossen. Sie schießen zurück und treffen einen davon am Bein, während der andere in einem Auto flüchten kann. Es handelt sich um ukrainische Auftragskiller. Bei Simon klingelt inzwischen das Telefon und eine Stimme, die er kennt, will ihr Mitgefühl für diese schreckliche Tragödie ausdrücken, die niemals hätte passieren dürfen. Dann erfolgt eine versteckte Drohung gegen seinen Sohn. Simon weiß, dass Auftragskiller seine Frau und seine Tochter hingerichtet haben.
Eine Spur führt die Kommissare ins Stuttgarter Hotel „Excelsior“ zu einem Herrn Morelli. Auch Lindner wird dort wieder gesichtet. Eine Überprüfung von Simons Bankcomputer ergibt, dass Gelder systematisch auf andere Konten verteilt worden sind. Damit es nicht auffällt, waren es stets kleinere Beträge, wobei aber trotzdem Millionenbeträge zusammenkamen. Es stellt sich heraus, dass Simon sich das fehlende Geld bei der Firma Steiner geliehen hat, als er mit seinen Schulden nicht mehr klargekommen war und auch, um das bei seinen Schwiegereltern geliehene Geld zurückzuzahlen. Die Kommissare gehen davon aus, dass Simon mittels seiner Schulden bei der Firma Steiner zu illegalen Transaktionen gezwungen worden ist. Bei den Geldverschiebungen tauchen auch immer wieder italienische Namen auf, darunter der Name Morelli. Lannert und Bootz werden hellhörig. Marc Simon hat die Konten von Morelli und Co. verwaltet, hat er dabei auch Gelder veruntreut?
Simon will Cornelia König dazu bringen, mit Florian zusammen vorübergehend das Haus zu verlassen, da beide dort nicht sicher seien. Als sie ihm erzählt, dass auch André Lindner ihr das bereits nahegelegt habe, meint er, sie solle Lindner nichts glauben, er hänge in der ganzen Sache mit drin, er habe Schwarzgeld für die gewaschen, indem er ihnen Immobilien besorgt habe. Sie würden auch ihn erpressen. Er selbst habe sich Geld von ihnen genommen und in Aktien investiert, um seine Schulden bezahlen zu können, habe jedoch alles verloren und das Geld würden sie jetzt zurückwollen. Als Simon Morelli im Hotel aufsucht, wird er in den Kellertrakt geführt, wo man ihn zusammenschlägt. Dann erscheint Morelli. Als Simon ihn bittet, seine Familie in Ruhe zu lassen, erwidert er sarkastisch, ob es bei ihm so schnell gehe, seine Familie sei doch tot und ob er sie bereits durch seine Geliebte und den Sohn ersetzt habe. Dann erklärt er unmissverständlich, dass es um Simon noch sehr viel einsamer würde, wenn er ihn weiter hinhalte.
Die Ermittlungen der Polizei ergeben, dass Steiner offensichtlich als Strohmann für Morelli gearbeitet hat. Als privater Geldverleiher hat er immer wieder Kontakte an Morelli weitergeleitet, so auch den Kontakt zu Marc Simon. Morelli besitzt in Stuttgart mehrere Hotels, die alle von Familienmitgliedern oder Strohmännern betrieben werden. Er selbst arbeitet, wenn er gerade in Stuttgart ist, als Geschäftsführer im Hotel Excelsior, das wiederum seinem Bruder Roberto Morelli gehört. Simon hat ein Kontensystem für ihn und seine Helfershelfer eingerichtet, durch das es möglich war, Schwarzgelder europaweit zu verteilen. Tatsächlich ist es der Bande gelungen, Florian in einem unbeobachteten Moment zu entführen, als Beweis schicken sie Simon ein Foto des Jungen auf sein Handy. Gerade als die Kommissare Morelli fragen, warum er Steiner hat ermorden lasse und weitere Fragen stellen, die von dem Mann herablassend hochmütig kommentiert werden, bekommt er einen Anruf, der seine Züge entgleisen lässt. Sein Bruder Roberto und dessen Tochter samt deren Tochter sind von Marc Simon als Geiseln genommen worden. Die Polizei will Morelli dazu bringen, dafür zu sorgen, dass Florian freikommt. Wenn er das nicht tue und seiner Familie etwas passiere, sei er daran schuld.
König wird geholt, auch sie kann Simon nicht dazu überreden aufzugeben. Die Kommissare sind sich sicher, dass Simon sich auf die kalabrische Mafia eingelassen hat. Es gibt so gut wie keine Möglichkeit, dort wieder herauszukommen, selbst im Zeugenschutzprogramm habe er keine Chance zu überleben. Bootz lässt sich in die Wohnung einschleusen. Simon blockt jedoch alle Versuche ab, wenigstens das kleine Mädchen freizulassen. Er will, dass Morelli fühlt, wie das ist. Lannert erzählt Morelli, dass Simon inzwischen wie von Sinnen sei und überhaupt nicht mehr auf normale Ansprache reagiere. Als Morelli weiterhin behauptet, dass er nicht wisse, wo Florian sei, schreit Lannert ihn an, dass es um das Leben seiner Familienangehörigen gehe, ob das in der „ehrenwerten Gesellschaft“ auch nicht mehr zähle. Inzwischen ist das Mobile Einsatzkommando unterwegs, das kurz zuvor im Kofferraum eines Autos den erschossenen André Lindner gefunden hat. Eine Weile nachdem Morelli jemanden angerufen hat, hört Cornelia König erst ganz leise und dann lauter die Stimme ihres Sohnes. Er wurde ganz in der Nähe abgesetzt. Man informiert Simon, dass Florian frei sei. Er entschuldigt sich daraufhin bei Mutter und Kind. Roberto Morelli will er als Schutzschild für seine Flucht benutzen. Als er sich dem Fluchtwagen nähert, fällt sein Blick auf dessen Bruder und alle Vorsicht vergessend läuft er auf ihn zu und schreit voller Wut: „Ich bring dich um, du Schwein.“ Daraufhin wird er von einem Präzisionsschützen erschossen.
Cornelia König ist völlig außer sich. Es vergeht einige Zeit, ehe man sie beiseite nimmt und ihr offenbart, dass das Ganze fingiert war, um die Mafia glauben zu lassen, dass Simon tot ist. Man hätte es so realistisch wie möglich machen müssen, sonst hätten Morelli und seine Leute es nicht geglaubt. Unter Tränen flüstert sie „Danke“, als sie plötzlich Marc Simon gegenübersteht.

## Produktionsnotizen
Gedreht wurde vom 21. April bis zum 26. Mai 2009 in Stuttgart, Baden-Baden und Karlsruhe. Produktionsfirma ist die Maran Film im Auftrag des Südwestrundfunks. Die Redaktion lag bei Brigitte Dithard. Arbeitstitel des Films war Der Bankier.

## Rezeption

### Einschaltquoten
Blutgeld hatte bei der Erstausstrahlung am 25. April 2010 8,47 Mio. Zuschauer und einen Marktanteil von 25,1 %.

### Kritik
TV Spielfilm urteilte: „Beständig legt Martin Eigler (Buch und Regie) unerwartete Fährten – und dreht so kontinuierlich an der Spannungsschraube.“ Fazit: „Wendungsreicher Schwaben-Thriller“.
Josef Seitz vom Nachrichtenmagazin Focus kam zu dem Urteil, „dass sich wieder einmal ein ‚Tatort‘ an einen richtigen Fall wag[e]. Blutgeld [sei] ein echter Fall, und allein das heb[e] ihn übers übliche ‚Tatort‘-Programm schon hinaus.“ Seitz meint, dass sich das Ermittlerduo Lannert/Bootz, die bislang nur auf Platz sechs der Bestenliste – „abgeschlagen hinter Bremen, Leipzig, Köln, Münster und Hannover“ – lägen „mit dem aktuellen Sonntagsauftritt einen Aufstieg verdient hätten.“
Rainer Tittelbach fasste zusammen: „Das Organisierte Verbrechen macht auch vor dem Schwabenländle nicht halt. Dieser ‚Tatort‘ beginnt als Ermittlungskrimi mit vielen Fragezeichen um eine vermutete Familientragödie und entwickelt sich im zweiten Teil zu einem Thriller mit doppelter Geiselnahme. Dazu gibt es wohldosiert Verhöre & Familiengefühle, Tempo & Action, Nervenkitzel & ‚big trick‘.“ Tittelbach gibt 4 ½ Sterne von 6.
Kathrin Buchner vom Wochenmagazin Stern meinte: „Deftige Zutaten für die Stuttgarter ‚Tatort‘-Folge Blutgeld. Dabei ging es doch eigentlich nur um ganz große Gefühle und wohin diese führen können. […] Wird im ersten Teil noch mit Verhören der Schwiegereltern, der Geliebten, von Freunden, Kollegen und anhand von Fotos die Idylle der Vergangenheit eher unbeholfen rekonstruiert, nimmt der Krimi im zweiten Teil deutlich an Fahrt auf. […] Regisseur Martin Eigler hat einen bodenständigen und spannenden Krimi inszeniert, mit überraschendem Clou am Ende des Showdowns mit Geiselnahme, versäumt aber vor lauter Action die Nahaufnahme des Protagonisten in seiner noch ‚heilen Welt‘.“